# 凱塔省
14°45′32″N 5°46′29″E / 14.75889°N 5.77472°E

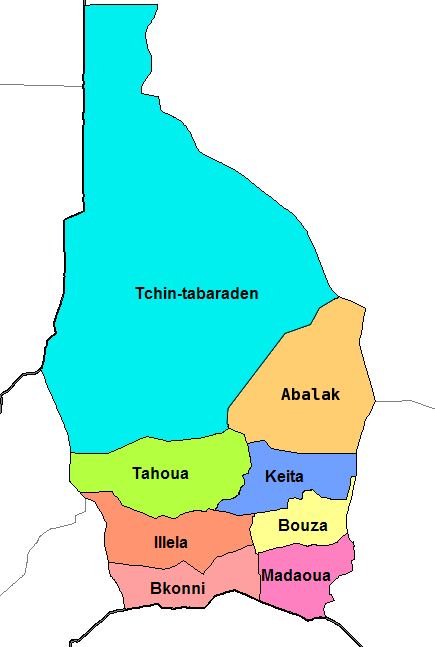

凱塔省（法語：Kéita），是尼日爾的省份，位於該國西部，由塔瓦大區負責管轄，南面是布扎省，面積77,445平方公里，2011年人口303,469，人口密度每平方公里3.9人。